# Niko Selak
Niko Selak (ur. 26 grudnia 1862 w Dubrowniku, zm. 20 listopada 1891 w Zagrzebiu) – chorwacki lekarz, neurolog. Jeden z pionierów chorwackiej neurologii.
Był lekarzem w Jastrebarsku, lekarzem miejskim i dyrektorem szpitala w Koprivnicy, pionierem chorwackiej neurologii, okulistyki oraz fotografii medycznej. Badał zastosowanie hipnozy w medycynie i napisał pierwszy chorwacki podręcznik medycyny sądowej. Na polu neurologii zajmował się kiłą ośrodkowego układu nerwowego, dystrofią Duchenne’a, porażeniem opuszkowym.